# Advanced Micro Devices
Advanced Micro Devices (s kratico AMD) je ameriško računalniško podjetje. 
AMD proizvaja procesorje, grafične procesorje, matične plošče in osebne računalnike. Je  drugi največji proizvajalec procesorjev (največji je intel) in tretji največji izdelovalec grafičnih procesorjev. Poleg tega proizvaja tudi manjše količine integriranih vezij.

## Zgodovina podjetja
Podjetje sta ustanovila W. Jerry Sanders III in Edwin J. Turney leta 1969. Pred kratkim je AMD kupil podjetje ATI in prevzel njihove pravice. AMD izdeluje različne procesorje platforme x4, x3 in x2. Pogosto so 32- in 64-bitni, starejši x86 procesorji so bili 16-bitni, predvsem 80x286 in 80x386 po licenci podjetja Intel s katerima je AMD pričel z izdelavo procesorjev. Podjetje ima sedež v ameriškem mestu Sunnyvale v Kaliforniji, ZDA. Partnerje ima tudi po drugih mestih in državah.

## Trg
AMD bije nenehen konkurenčen in patentni boj s podjetjem Intel, ki jim predstavlja veliko konkurenco. AMD je dejaven marketinško v Formuli 1 kot sponzor ekipe Scuderia Ferrari.